# Episodi di Gunsmoke (diciassettesima stagione)
La diciassettesima stagione della serie televisiva Gunsmoke è andata in onda negli Stati Uniti dal 13 settembre 1971 al 13 marzo 1972 sulla CBS.
| nº | Titolo originale           | Prima TV USA      | Titolo italiano | Prima TV Italia |
| -- | -------------------------- | ----------------- | --------------- | --------------- |
| 1  | The Lost                   | 13 settembre 1971 |                 |                 |
| 2  | Phoenix                    | 20 settembre 1971 |                 |                 |
| 3  | Waste (1)                  | 27 settembre 1971 |                 |                 |
| 4  | Waste (2)                  | 4 ottobre 1971    |                 |                 |
| 5  | New Doctor in Town         | 11 ottobre 1971   |                 |                 |
| 6  | The Legend                 | 18 ottobre 1971   |                 |                 |
| 7  | Trafton                    | 25 ottobre 1971   |                 |                 |
| 8  | Lynott                     | 1º novembre 1971  |                 |                 |
| 9  | Lijah                      | 8 novembre 1971   |                 |                 |
| 10 | My Brother's Keeper        | 15 novembre 1971  |                 |                 |
| 11 | Drago                      | 22 novembre 1971  |                 |                 |
| 12 | Gold Train: The Bullet (1) | 29 novembre 1971  |                 |                 |
| 13 | Gold Train: The Bullet (2) | 6 dicembre 1971   |                 |                 |
| 14 | Gold Train: The Bullet (3) | 13 dicembre 1971  |                 |                 |
| 15 | P.S. Murry Christmas       | 27 dicembre 1971  |                 |                 |
| 16 | No Tomorrow                | 3 gennaio 1972    |                 |                 |
| 17 | Hidalgo                    | 10 gennaio 1972   |                 |                 |
| 18 | Tara                       | 17 gennaio 1972   |                 |                 |
| 19 | One for the Road           | 24 gennaio 1972   |                 |                 |
| 20 | The Predators              | 31 gennaio 1972   |                 |                 |
| 21 | Yankton                    | 7 febbraio 1972   |                 |                 |
| 22 | Blind Man's Buff           | 21 febbraio 1972  |                 |                 |
| 23 | Alias Festus Haggen        | 6 marzo 1972      |                 |                 |
| 24 | The Wedding                | 13 marzo 1972     |                 |                 |

## The Lost
- Prima televisiva: 13 settembre 1971
- Diretto da: Robert Totten
- Soggetto di: Warren Vanders

### Trama
- Guest star: Maria Mantley (Maria), Jon Mantley (Jon), Dee Carroll (Mrs. Grayson), Heather Cotton (ragazza), Peggy Rea (Mrs. Roniger), Royal Dano (Henry Mather), Link Wyler (Lamond Mather), Charles Kuenstle (Valjean Mather), Harry Carey, Jr. (Will Roniger), Mercedes McCambridge (Mrs. Mather), Laurie Prange (Wild Child), Terri Lynn Wood (Elsie)

## Phoenix
- Prima televisiva: 20 settembre 1971
- Diretto da: Paul Stanley
- Scritto da: Anthony Lawrence

### Trama
- Guest star: Ramon Bieri (John Sontag), Ted Jordan (Burke), Gene Evans (Jess Hume), Mariette Hartley (Kate Hume), Glenn Corbett (Phoenix), Frank Corsentino (Fraker)

## Waste (1)
- Prima televisiva: 27 settembre 1971
- Diretto da: Vincent McEveety
- Scritto da: Jim Byrnes

### Trama
- Guest star: Don Keefer (ubriaco), George Chandler (Silas Hubbard), Claire Brennen (Lisa), Emory Parnell (cercatore), Jeremy Slate (Ben Rodman), Lieux Dressler (Victoria), Shug Fisher (Jed Rascoe), Rex Holman (Oakley), Don Megowan (Lucas), Lloyd Nelson (cercatore), Merry Anders (Shirley), Ellen Burstyn (Amy Waters), Johnny Whitaker (Willie Hubbard), David Sheiner (Preacher Jones), Walter Baldwin (nonno Hubbard), Ruth Roman (Maggie Blaisedell), Ken Swofford (Speer), Lee Pulford (Orphan Girl)

## Waste (2)
- Prima televisiva: 4 ottobre 1971
- Diretto da: Vincent McEveety
- Scritto da: Jim Byrnes

### Trama
- Guest star: Johnny Whitaker (Willie Hubbard), Ruth Roman (Maggie Blaisedell), George Chandler (Silas Hubbard), David Sheiner (Preacher Jones), Jeremy Slate (Ben Rodman), Lieux Dressler (Victoria), Shug Fisher (Jed Rascoe), Rex Holman (Oakley), Ken Swofford (Speer), Don Megowan (Lucas), Merry Anders (Shirley), Ellen Burstyn (Amy Waters), Claire Brennen (Lisa)

## New Doctor in Town
- Prima televisiva: 11 ottobre 1971
- Diretto da: Philip Leacock
- Scritto da: Jack Miller

### Trama
- Guest star: Ted Jordan (Burke), Glenn Strange (Sam), Charles Wagenheim (Halligan), Woody Chambliss (Lathrop), Pat Hingle (dottor John Chapman), Lane Bradford (Dump Hart), Jon Lormer (Cody Sims), Sarah Selby (Ma Smalley)

## The Legend
- Prima televisiva: 18 ottobre 1971
- Diretto da: Philip Leacock
- Scritto da: Calvin Clements Sr.

### Trama
- Guest star: Michael Greene (Slim), Patrick Dennis-Leigh (Prairie Scavenger), Red Currie (Carrot), Bryan O'Byrne (Palmer), Read Morgan (Eddie), Jan-Michael Vincent (Travis Colter), Pat Hingle (dottor John Chapman), Lloyd Nelson (Slater), Victor Izay (Bull), Ken Mayer (coltivatore), Glenn Strange (Sam), Ted Jordan (Burke), Richard Kelton (Clayt Collier), Kim Hunter (Bea Colter), Greg Mullavy (Virgil Colter), Dick Cagney (lavoratore)

## Trafton
- Prima televisiva: 25 ottobre 1971
- Diretto da: Bernard McEveety
- Scritto da: Ron Bishop

### Trama
- Guest star: Marie Windsor (Mary K), Mike Mazurki (Whale), Manuel Padilla Jr. (Manuel), Philip Carey (Bannion), Paul Stevens (reverendo English), Sharon Acker (Tereese Farrell), Victor French (Trafton), Bill Catching (Brant), Jon Lormer (negoziante), Glenn Strange (Sam), Ted Jordan (Burke), Clay Tanner (Capps), Fred Stromsoe (Prew), John Dullaghan (prete), Patti Cohoon (Maria Farrell)

## Lynott
- Prima televisiva: 1º novembre 1971
- Diretto da: Gunner Hellström
- Scritto da: Ron Bishop

### Trama
- Guest star: Eddie Quillan (barista), Claudia Bryar (Manda Weaver), Al Wyatt (Heavy), John Quade (Shaw), Pat Hingle (dottor John Chapman), Richard Kiley (Tom Lynott), Anthony Caruso (Talley), Glenn Strange (Sam), Jonathan Lippe (Wallace), William Bramley (Anderson), Gregg Palmer (Nicols), Ken Lynch (Rolfing), Tom Brown (Ed O'Connor), Ted Jordan (Burke), Peggy McCall (Penny Lynott), Bobby Clark (Heavy)

## Lijah
- Prima televisiva: 8 novembre 1971
- Diretto da: Irving J. Moore
- Scritto da: William Blinn

### Trama
- Guest star: Erin Moran (Rachel), Hank Wise (Hank), William Wintersole (Will Standish), Denny Miller (Lijah), Charles Wagenheim (Halligan), Glenn Strange (Sam), Woody Chambliss (Lathrop), Ted Jordan (Burke), Howard Culver (Howie), Tom Brown (Ed O'Connor), Lane Bradford (Dump Hart), Pat Hingle (dottor John Chapman), Harry Townes (Hale Parker), Herb Vigran (giudice Brooker), Pete Kellett (Frank), Dan Flynn Jr. (Tack)

## My Brother's Keeper
- Prima televisiva: 15 novembre 1971
- Diretto da: Paul Stanley
- Scritto da: Howard Dimsdale

### Trama
- Guest star: Dana Laurita (Mandy), Charles McGraw (Squaw Man), Donna DeLacey (donna), Boyd 'Red' Morgan (Kroll), Sarah Selby (Ma Smalley), Malcolm Atterbury (Cobb), Pat Hingle (dottor John Chapman), Glenn Strange (Sam), Charles Wagenheim (Halligan), John Dierkes (nativo americano), Pippa Scott (Sarah), Ray Reinhardt (predicatore)

## Drago
- Prima televisiva: 22 novembre 1971
- Diretto da: Paul Stanley
- Scritto da: Jim Byrnes

### Trama
- Guest star: Del Monroe (Flagg), Tani Guthrie (Clara), Jimmie F. Skaggs (Sheepherder), Richard Gates (Gillis), Buddy Ebsen (Drago), Ben Johnson (Hannon), Pat Hingle (dottor John Chapman), Edward Faulkner (Trask), Glenn Strange (Sam), Larry Randles (Larry)

## Gold Train: The Bullet (1)
- Prima televisiva: 29 novembre 1971
- Diretto da: Bernard McEveety
- Scritto da: Jim Byrnes

### Trama
- Guest star: Glenn Strange (Sam), John Kowal (Dunn), Pepe Callahan (Secos), Ted Jordan (Burke), Eric Braeden (Jack Sinclair), Sian Barbara Allen (Allie Dawson), Alejandro Rey (padre Sanchez), Katherine Justice (Beth Tilton), Robert Hogan (capitano Darnell), Norman Alden (Amos Potter), Mills Watson (Pony), John Crawford (Frank Blanchard), Harry Carey, Jr. (Kelliher), Dan Ferrone (soldato), Eddie Firestone (Orley), Harry Harvey (commesso viaggiatore), Warren J. Kemmerling (conducente), Jonathan Lippe (Roper), Sam Melville (Nebo), Walter Sande (Caldwell), Robert Sorrells (Concho), Pete Kellett (sergente), Denny Arnold (pompiere)

## Gold Train: The Bullet (2)
- Prima televisiva: 6 dicembre 1971
- Diretto da: Bernard McEveety
- Scritto da: Jim Byrnes

### Trama
- Guest star: Robert Sorrells (Concho), Walter Sande (Caldwell), John Kowal (Dunn), Pete Kellett (sergente), Eric Braeden (Jack Sinclair), Sian Barbara Allen (Allie Dawson), Alejandro Rey (padre Sanchez), Katherine Justice (Beth Tilton), Robert Hogan (capitano Darnell), Norman Alden (Amos Potter), Mills Watson (Pony), John Crawford (Frank Blanchard), Harry Carey, Jr. (Kelliher), Dan Ferrone (soldato), Eddie Firestone (Orly), Harry Harvey (commesso viaggiatore), Warren J. Kemmerling (conducente), Jonathan Lippe (Roper), Sam Melville (Nebo), Pepe Callahan (Secos)

## Gold Train: The Bullet (3)
- Prima televisiva: 13 dicembre 1971
- Diretto da: Bernard McEveety
- Scritto da: Jim Byrnes

### Trama
- Guest star: Pete Kellett (sergente), Walter Sande (Caldwell), John Kowal (Dunn), Robert Sorrells (Concho), Eric Braeden (Jack Sinclair), Sian Barbara Allen (Allie Dawson), Alejandro Rey (padre Sanchez), Katherine Justice (Beth Tilton), Robert Hogan (capitano Darnell), Mills Watson (Pony), John Crawford (Frank Blanchard), Harry Carey, Jr. (Kelliher), Dan Ferrone (soldato), Eddie Firestone (Orley), Harry Harvey (commesso viaggiatore), Warren J. Kemmerling (conducente), Jonathan Lippe (Roper), Sam Melville (Nebo), Pepe Callahan (Secos)

## P.S. Murry Christmas
- Prima televisiva: 27 dicembre 1971
- Diretto da: Herb Wallerstein
- Scritto da: William Kelley

### Trama
- Guest star: Erin Moran (Jenny), Patti Cohoon (Mary), Todd Lookinland (Jake), Brian Morrison (Owen), Jeanette Nolan (Emma Grundy), Jack Elam (Titus Spangler), Josh Albee (Michael), Jodie Foster (Patricia), Willie Aames (Tom), Glenn Strange (Sam Noonan)

## No Tomorrow
- Prima televisiva: 3 gennaio 1972
- Diretto da: Irving J. Moore
- Scritto da: Richard Fielder

### Trama
- Guest star: Richard Hale (Old Luke), Henry Jones (J. Luther Cross), Robert Nichols (Warden), Liam Dunn (Eli Bruder), Sam Groom (Ben Justin), H. M. Wynant (Morris Cragin), Herb Vigran (giudice Brooker), Joe Haworth (Rider), Leo Gordon (Hargis), Glenn Strange (Sam), Ted Jordan (Burke), Alan Fudge (ufficiale pubblico), Pamela McMyler (Elizabeth Justin), Steve Brodie (Garth Brantley), Dan Flynn (Kyle Brantley)

## Hidalgo
- Prima televisiva: 10 gennaio 1972
- Diretto da: Paul Stanley
- Scritto da: Colley Cibber

### Trama
- Guest star: Linda Marsh (Lucero), Fabian Gregory (Lucho), Julio Medina (Fermin), Stella Garcia (Chona), David Renard (Gorio), Alfonso Arau (Mando), Thomas Gomez (Augustin), Edward Colmans (Cuero)

## Tara
- Prima televisiva: 17 gennaio 1972
- Diretto da: Bernard McEveety
- Scritto da: William Kelley

### Trama
- Guest star: Natalie Masters (donna), John Dullaghan (sportellista della banca), Don Pulford (giovanotto), Gene Tyburn (Shotgun), L. Q. Jones (Gecko Ridley), Glenn Strange (Sam), Ken Swofford (Dirk), Ken Mayer (Pudge), Ted Jordan (Burke), Sarah Selby (Ma Smalley), Charles Seel (Barney), Howard Culver (Howie), Larry Delaney (Roy Hutson), Michele Carey (Tara Hutson), James McCallion (Fletcher), Harry Hickox (Bank Officer), Denny Arnold (messaggero)

## One for the Road
- Prima televisiva: 24 gennaio 1972
- Diretto da: Bernard McEveety
- Scritto da: Jack Miller

### Trama
- Guest star: Victor Holchak (Tom Rickaby), Jack Albertson (Lucius Prince), Jack Perkins (Bouncer), Dorothy Neumann (anziana), Jeanette Nolan (Sally Fergus), Herb Vigran (giudice Brooker), Glenn Strange (Sam), Ted Jordan (Burke), Melissa Murphy (Elsie)

## The Predators
- Prima televisiva: 31 gennaio 1972
- Diretto da: Bernard McEveety
- Scritto da: Calvin Clements Sr.

### Trama
- Guest star: Lew Brown (Smith), Tom Brown (Ed O'Connor), Ted Jordan (Burke), Glenn Strange (Sam), Read Morgan (Brown), Jodie Foster (Marieanne Johnson), Mills Watson (Currie), George Murdock (Cole Matson), Claude Akins (Howard Kane), Jacqueline Scott (Abella Johnson), Brian Morrison (Jonathan Johnson)

## Yankton
- Prima televisiva: 7 febbraio 1972
- Diretto da: Vincent McEveety
- Scritto da: Jim Byrnes

### Trama
- Guest star: Margaret Bacon (Dressmaker), Nancy Olson (Henrietta Donovan), Bill Hart (cowboy), Tom Sutton (Pete), Pamela Payton-Wright (Emma Donovan), Forrest Tucker (Will Donovan), Ted Jordan (Burke), Woody Chambliss (Lathrop), James Stacy (Yankton), Hank Patterson (Hank), Glenn Strange (Sam), Bennie E. Dobbins (cowboy)

## Blind Man's Buff
- Prima televisiva: 21 febbraio 1972
- Diretto da: Herb Wallerstein
- Scritto da: Ron Honthaner

### Trama
- Guest star: Victor French (Jed Frazer), George Lindsey (Charlie Clavin), Woody Chambliss (Lathrop), Charles Kuenstle (Hank McCall), Anne Jackson (Phoebe Preston)

## Alias Festus Haggen
- Prima televisiva: 6 marzo 1972
- Diretto da: Vincent McEveety
- Scritto da: Calvin Clements Sr.

### Trama
- Guest star: Booth Colman (Rand), Ted Jordan (Burke), Rusty Lane (sceriffo Buckley), Louie Elias (cowboy), Ramon Bieri (Doyle), Rayford Barnes (Grebbs), William Bryant (Bennett), Lieux Dressler (Susie), Herb Vigran (giudice Brooker), Bill Erwin (ufficiale pubblico), Jon Lormer (giudice Clayborne), Ed McCready (Scotty), Lloyd Nelson (Shorty), Gregg Palmer (Guthrie), Robert Totten (Walker), Glenn Strange (Sam), Tom McFadden (Luke)

## The Wedding
- Prima televisiva: 13 marzo 1972
- Diretto da: Bernard McEveety
- Scritto da: Harry Kronman

### Trama
- Guest star: Fran Ryan (Mrs. Keller), Melissa Newman (Donna Clayton), George D. Wallace (sceriffo Henning), Larry Barton (cittadino), Jason Wingreen (dottor Cleery), Morgan Woodward (Walt Clayton), James Chandler (reverendo Keller), Lane Bradford (Joe Eggers), Troy Melton (Pete Calder), Ted Jordan (Burke), Sam Elliott (Corey Soames), Byron Mabe (Sandy Carr)